# Pedreo
Pedreo es una localidad del municipio de Rionansa (Cantabria, España). En el año 2008 contaba con una población de 43 habitantes (INE). La localidad se encuentra a 220 metros de altitud sobre el nivel del mar, y a kilómetro y medio de la capital municipal, Puentenansa. Se celebra San Facundo el 26 de noviembre.